# شيبة بن نصاح
شيبة بن نصاح أحد أئمة التابعين ومقرئ المدينة المنورة ، مولى أم المؤمنين أم سلمة رضي‌ الله‌ عنها، وهو أحد شيوخ نافع بن أبي نعيم أحد القراء السبعة المشهورين، وقرأ شيبة بن نصاح القرآن الكريم على عبد الله بن عياش وقرأ عبد الله بن عياش على أبي بن كعب رضي‌ الله‌ عنه وقرأ أبي على النبي صلى عليه وسلم، وقال الذهبي قرأ القرآن على شيبة عدد كثير منهم إسماعيل بن جعفر وسليمان بن مسلم بن جماز أحد رواة أبو جعفر المدني الإمام الثامن، كما قرأ على شيبة نافع المدني الإمام الأول من القراء السبعة.

## روايته للحديث
روى الحديث عن أم المؤمنين أم سلمة رضي‌ الله‌ عنها وهو صغير، وروى عن خالد بن مغيث وهو رجل مختلف في صحبته وسلمة بن أبي بكر بن عبد الرحمن بن الحارث بن هشام والقاسم بن محمد بن أبي بكر الصديق وأبى جعفر محمد بن على بن الحسين وعن أبيه نصاح بن سرجس وأبى بكر بن عبد الرحمن بن الحارث بن هشام. روى عنه إسماعيل بن جعفر وأبو ضمرة أنس بن عياض الليثى وجابر بن رستم البصري المكتب وسعيد بن أبي هلال وسليمان بن مسلم بن جماز القارئ وعبد الرحمن بن إسحاق المدني وعبد الرحمن بن أبي الموال وعبد الملك بن جريج ومحمد بن إسحاق بن يسار.

## الجرح والتعديل
قال عنه النسائي ثقة، وذكره ابن حبان في كتاب الثقات، وقال الواقدي مات فِي زمن مروان يعني بن محمد وكان ثقة قليل الحديث، روى له النسائي حديثا واحدا عن أبي جعفر محمد بن علي بن الحسين بن علي بن أبي طالب عن أَبيه عن جده عن علي في صفة وضوء النبي صلى الله عليه وسلم رواه عن إبراهيم بن الحسن عن حجاج عن ابن جريج عن شيبة ولم ينسه عن أبي جعفر، وذكره البخاري وأبو حاتم منفردا عن شيبة بن نصاح والصحيح أنهما واحد فإن أبا قرة موسى بن طارق رواه عن ابن جريج فقال حدثني شيبة بن نصاح.

## وفاته
توفي في خلافة الخليفة الأموي مروان بن محمد سنة 130 هـ.